# Jan Jacob Willinge (1853-1921)
Jan Jacob Willinge (Oosterhesselen, 24 juni 1853 - Apeldoorn, 19 juli 1921) was een Nederlandse burgemeester.

## Leven en werk
Willinge was een zoon van de burgemeester van Oosterhesselen en Zweeloo mr. Johannes Petrus Willinge en Elisabeth Burgarda Jappé. Hij was genoemd naar zijn grootvader Jan Jacob Willinge, die schulte, maire en burgemeester van Emmen was. Willinge werd in augustus 1879 op 26-jarige leeftijd benoemd tot burgemeester van de Noord-Hollandse gemeente Hensbroek. Hij combineerde deze functie met die van gemeentesecretaris, een functie die hij ook enige tijd in de nabijgelegen gemeente Obdam heeft vervuld. Willinge was bijna 40 jaar burgemeester van Hensbroek. Hij overleed midden 1921 in Apeldoorn op 68-jarige leeftijd.
Willinge trouwde op 6 augustus 1880 te Midwoud met Aagje Wit, dochter van de landman Jan Wit en Aaltje Groot. Na het overlijden van zijn eerste vrouw in 1902 hertrouwde hij op 3 november 1905 in de gemeente Onstwedde met de in Enschede geboren weduwe Lutgerdina Maria Soetekou, dochter van Gijsbert Johannes Soetekou en Sicka Fennema.